# غالين هووكس
غالين هووكس (بالإنجليزية: Galen Hooks)‏ هي مصممة رقص أمريكية، ولدت في 19 نوفمبر 1985 في لوس أنجلوس في الولايات المتحدة.

## وصلات خارجية
- الموقع الرسمي
- غالين هووكس على موقع IMDb (الإنجليزية)
- غالين هووكس على موقع قاعدة بيانات برودواي على الإنترنت (الإنجليزية)
- غالين هووكس على موقع قاعدة بيانات الفيلم (الإنجليزية)